# Zajazd Kastylijski
Zajazd Kastylijski (malt. Berġa ta’ Kastilja, fr. Auberge de Castille et Leon) – jest jednym z ośmiu, zbudowanych na terenie Valletty, miejsc zamieszkania rycerzy zakonnych kawalerów maltańskich zajazdów z tzw. langues (grup językowych). Został zbudowany dla rycerzy z Kastylii, Leónu i Portugalii.
Zajazd Kastylijski jest położony przy placu Misrah Kastilja oraz ulicy Triq il-Merkanti, w sąsiedztwie Giełdy Papierów Wartościowych Malta Stock Exchange, ogrodów Barrakka Upper Barrakka Gardens. Po przeciwnej stronie ulicy Triq il-Merkanti znajduje się Zajazd Włoski.

## Historia obiektu
Budynek został zaprojektowany przez Girolama Cassara, maltańskiego architekta i inżyniera wojskowego, który od lat 60. do 80. XVI wieku zaprojektował oraz nadzorował budowę kilkudziesięciu najważniejszych budynków w stolicy Malty m.in. Pałac Wielkich Mistrzów, konkatedrę świętego Jana oraz Verdala Palace w Siġġiewi. Budowę zajazdu zakończono w 1574 roku. Był to najbardziej nowoczesny z wszystkich zajazdów zaprojektowanych i zbudowanych przez Cassara.
W latach 1741–1745, gdy Wielkim Mistrzem był Manuel Pinto de Fonseca, zajazd całkowicie przebudowano. Nowy budynek został zaprojektowany przez maltańskiego architekta Andrea Belli w stylu barokowym, dobudowano piętro. Na frontalnej fasadzie budynku zostały umieszczone herby Kastylii i Leónu, Portugalii oraz godło Manuela Pinto de Fonseca.
Służył zakonowi do roku 1798, do rozpoczęcia francuskiej okupacji Malty, kiedy to został przejęty przez wojska Napoleona. W 1805 roku, po zajęciu wyspy przez Brytyjczyków, obiekt pełnił różne funkcje, był m.in. kwaterą główną brytyjskich sił okupacyjnych oraz miejscem koszarowania rannych żołnierzy z Egiptu. W 1840 roku w jednym z pomieszczeń na piętrze otworzono protestancką kaplicę. Od 1860 roku budynek stał się koszarami jednego z brytyjskich pułków. W 1889 roku na jego dachu została zamontowana antena do komunikacji z okrętami wojennymi w Grand Harbour.
W czasie II wojny światowej budynek uległ częściowemu zniszczeniu. W wyniku bombardowania zburzona została część z prawej strony wejścia. Po wojnie budynek odbudowano, a istniejącą od 1889 roku antenę usunięto z dachu.
Od 1972 roku budynek jest siedzibą premiera Malty, odbywają się w nim posiedzenia rady ministrów. W 2008 roku Bank Centralny Malty w programie Europa Programme 2008 with the theme of 'Cultural Heritage'  wyemitował dwie kolekcjonerskie monety "Auberge de Castille" – złotą o nominale 50 euro i srebrną o nominale 10 euro.
Obiekt został wpisany na listę National Inventory of the Cultural Property of the Maltese Islands pod numerem 01127.